# Jamón serrano
Il jamón serrano (letteralmente "prosciutto di montagna") è un alimento ottenuto dalla salatura e seccatura all'aria dagli arti posteriori del maiale di razza bianca.
Anche popolarmente noto come "Jamón del país" o "Jamón curado", questo stesso prodotto riceve anche il nome di paleta o paletilla quando si ottiene dagli arti anteriori. La denominazione jamón serrano è riconosciuta come specialità tradizionale garantita (STG).
In Spagna, il termine è comunemente usato come sinonimo di prosciutto crudo, mentre per il prosciutto cotto si usa abitualmente la denominazione "Jamón de York".

## Produzione
La produzione non è limitata a delle zone specifiche, benché esistano dei bollini di qualità per la differenziazione del prodotto e delle denominazioni di tutela. Le zone principali di produzione sono: Teruel (Aragona), Trevélez (Granada, Andalusia) e Serón (Almeria, Andalusia) e rappresentano la massima qualità esprimibile in Spagna per quanto riguarda il maiale bianco, per questo motivo sono molto famose. Le tre zone hanno proprie denominazioni, nel dettaglio Denominazione d'Origine "Jamón de Teruel"; Denominazione Specifica "Jamón di Trevélez"; Indicazione Geografica Protetta "Jamón de Serón". 

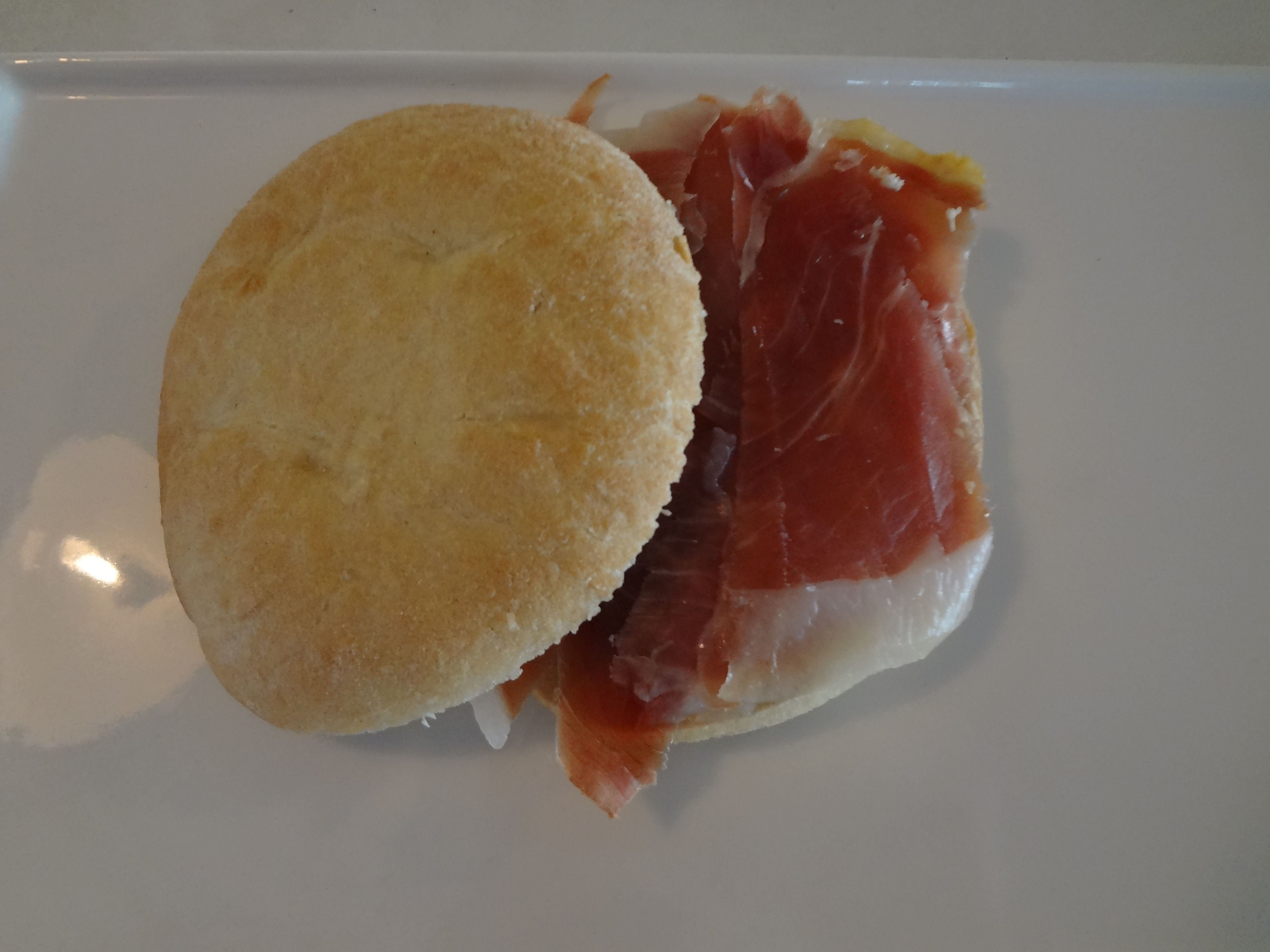
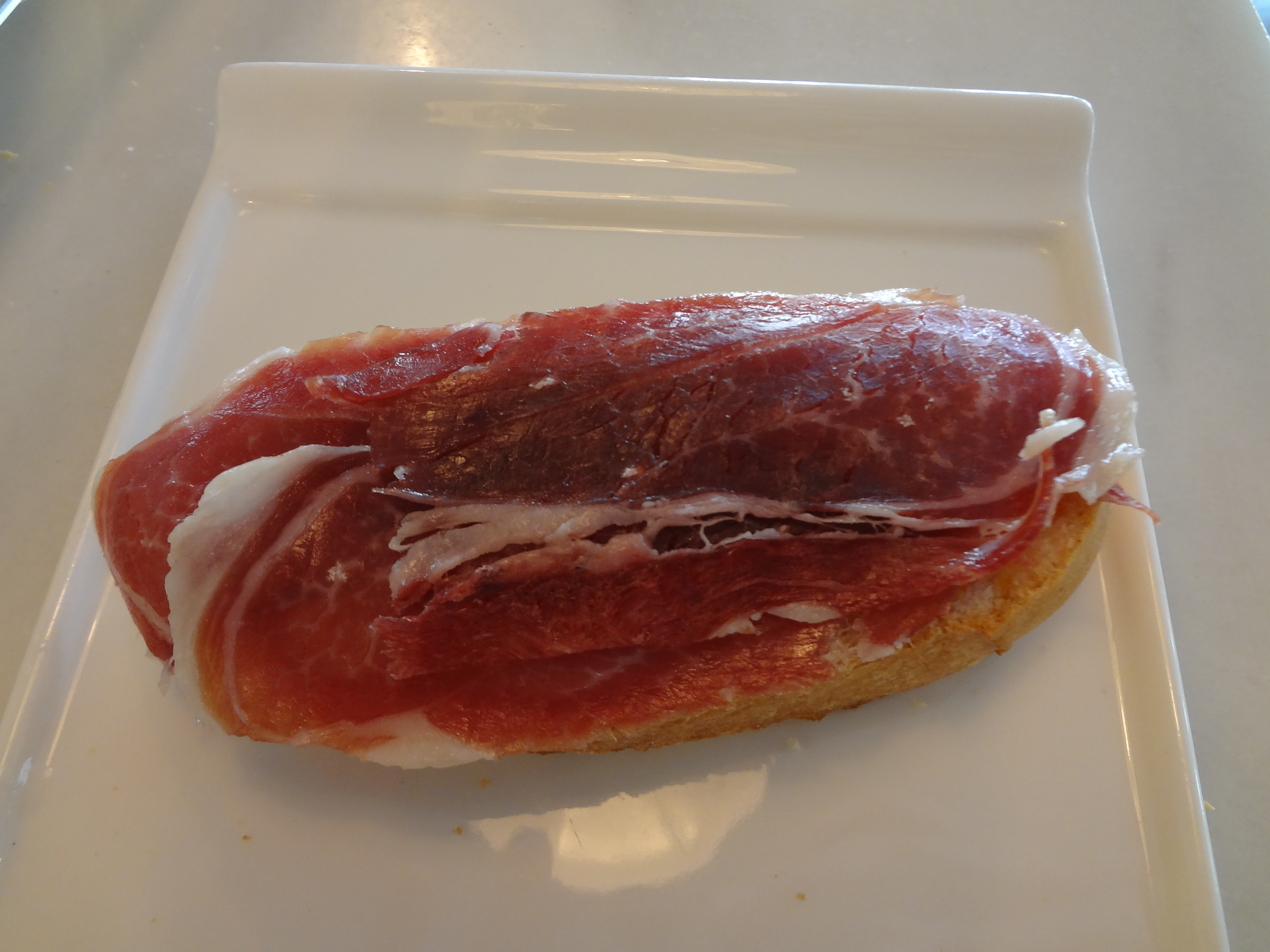
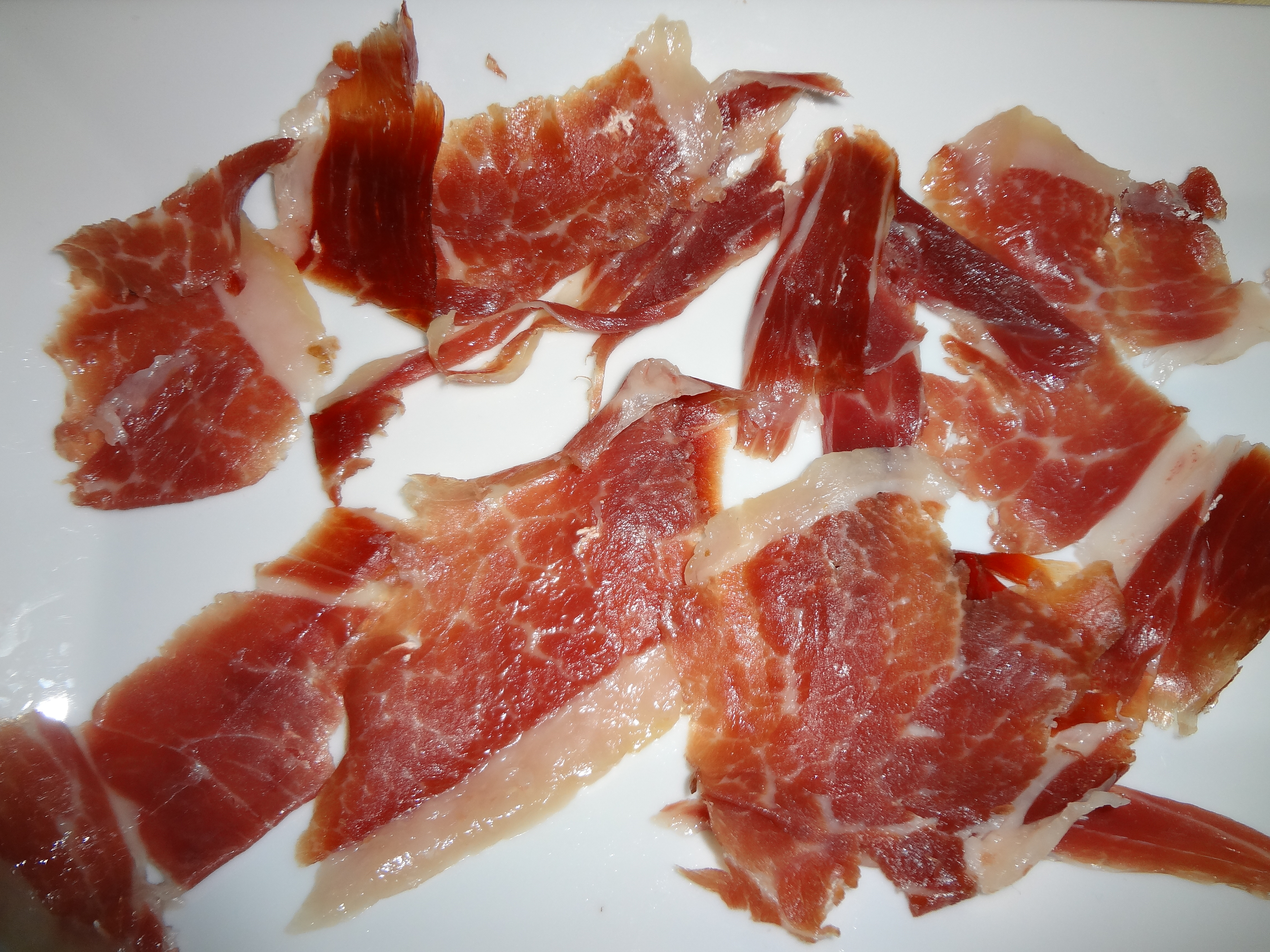

## Classificazione

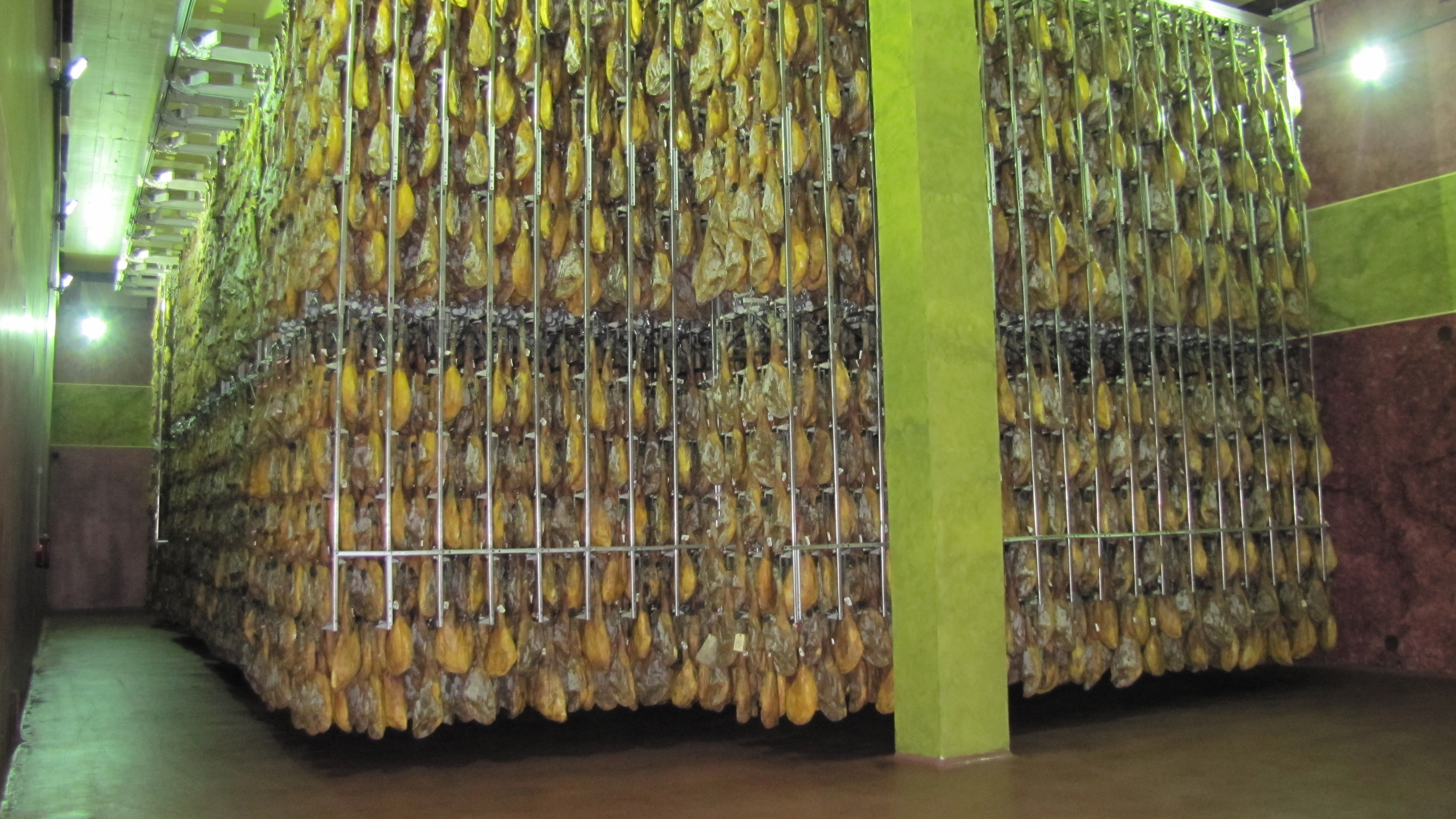
Una cantina di BEHER per la stagionatura dei prosciutti iberici a Guijuelo

Il prosciutto serrano (jamón serrano) si differenzia da quello iberico (jamón ibérico) per la razze impiegate, per la tipologia di alimentazione dei suini e per il processo di stagionatura. Per il prosciutto serrano, sono impiegati suini di razza bianca (Duroc, Landrace, Large White, Pietrain), alimentati principalmente a mangimi di cereali. La stagionatura ha uno sviluppo da sette a ventiquattro mesi.
Tali differenze portano ad un prodotto avente caratteristiche organolettiche differenti dal prosciutto iberico, che risulta essere più pregiato e vanta una maggiore considerazione. 
Dominazioni d'origine riconosciuti UE
- Denominazione di Origine Protetta Jamón de Teruel;
- Indicazione Geografica Protetta Jamón di Trevélez;
- Specialità Tradizionale Garantita (Fondazione Jamón Serrano e Consorzio del Jamón Serrano Spagnolo).